# Viv Richards
Sir Isaac Vivian Alexander Richards KNH OBE (Spitzname: „Master Blaster“), (* 7. März 1952 in Saint John’s, Antigua und Barbuda), besser bekannt als Viv Richards, ist ein ehemaliger Cricketspieler, der für das West Indies Cricket Team spielte. Von einer Jury des Wisden Cricketers’ Almanack wurde er zu einem der fünf besten Cricketspieler des 20. Jahrhunderts gewählt. Ebenfalls vom Wisden Almanack wurde er 1977 zu einem der fünf Wisden Cricketers of the Year gewählt. Richards war zwischen 1984 und 1991 bei 43 Begegnungen im Test Cricket und bei 108 One-Day International Matches (ODI) Kapitän des West Indies Cricket Teams.

## Karriere

### Teilnahme an Weltmeisterschaften
Viv Richards nahm an vier Cricket World Cups mit dem Team der West Indies teil. 1975 und 1979 gewann er mit seinem Team jeweils das Turnier. Im WM-Finale 1979 gegen England erzielte Richards 138 Runs und wurde zum Spieler des Spiels gewählt. Beim Worldcup 1983 unterlag er mit seinem Team im Finale dem Außenseiter Indien. Beim Worldcup 1987 schied er mit dem Team der West Indies schon in der Vorrunde aus.

### Tests und ODIs
Viv Richards bestritt während seiner Laufbahn 121 Tests und erzielte dabei 8540 Runs (50,23 Runs pro Wicket). Seinen ersten Test bestritt er am 22. November 1974 gegen Indien in Bangalore. Seinen letzten Einsatz bei einem Test hatte er gegen England. Dieser wurde vom 8. August bis zum 12. August 1991 in London ausgetragen. Richards bestritt des Weiteren 187 ODIs, bei denen er insgesamt 6721 Runs erzielte (47 Runs pro Wicket). Sein ODI-Debüt feierte Viv Richards gegen Sri Lanka am 7. Juni 1975. Dies war das erste Match der West Indies beim Cricket World Cup in England. Sein letztes ODI bestritt er gegen England am 27. Mai 1991.

## Sonstiges
Richards war nicht nur ein hervorragender Cricketspieler, er spielte auch Fußball. Mit der Nationalmannschaft von Antigua und Barbuda bestritt er Spiele beim Qualifikationsturnier für die Fußball-WM 1974. 1999 wurde Isaac Vivian Alexander Richards zum Ritter geschlagen.